# Łobżenica (gmina)
Łobżenica – gmina miejsko-wiejska w województwie wielkopolskim, w powiecie pilskim. W latach 1975–1998 gmina położona była w województwie pilskim.
Siedziba gminy to Łobżenica.
Według danych z 30 czerwca 2004 gminę zamieszkiwało 9927 osób.

## Struktura powierzchni
Według danych z roku 2002 gmina Łobżenica ma obszar 190,68 km², w tym:
- użytki rolne: 70%
- użytki leśne: 19%

Gmina stanowi 15,05% powierzchni powiatu.

## Demografia

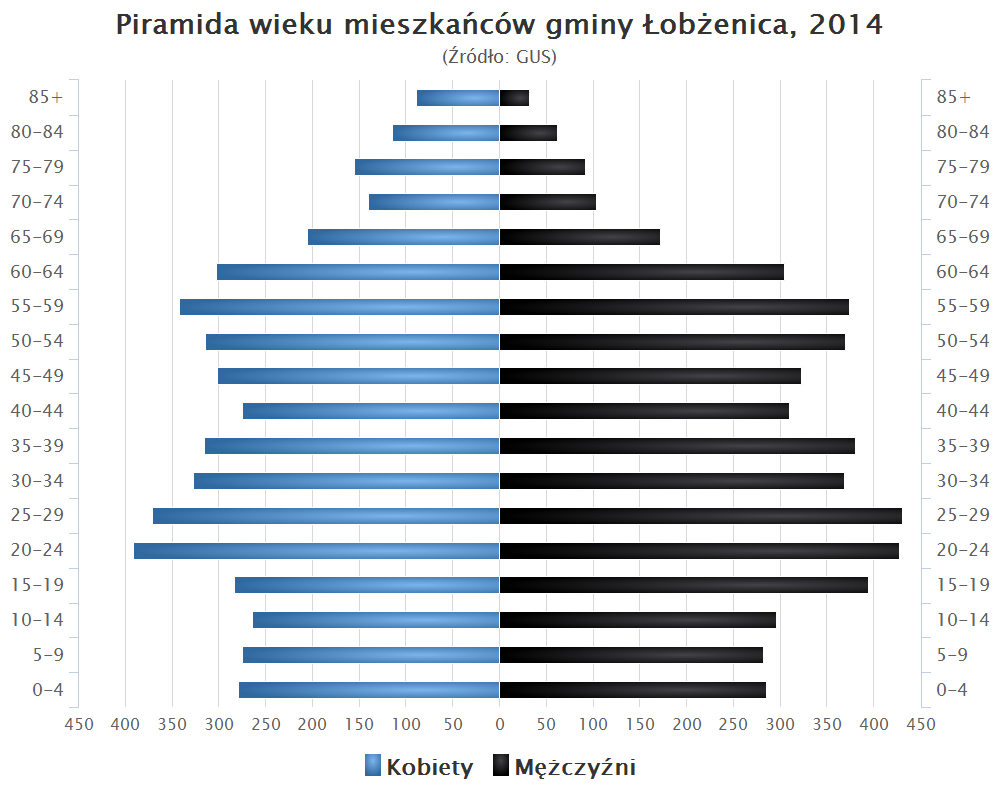
Piramida wieku mieszkańców gminy Łobżenica w 2014 roku

Dane z 30 czerwca 2004:
| Opis                              | Ogółem | Ogółem | Kobiety | Kobiety | Mężczyźni | Mężczyźni |
| --------------------------------- | ------ | ------ | ------- | ------- | --------- | --------- |
| jednostka                         | osób   | %      | osób    | %       | osób      | %         |
| populacja                         | 9927   | 100    | 4855    | 48,9    | 5072      | 51,1      |
| gęstość zaludnienia (mieszk./km²) | 52,1   | 52,1   | 25,5    | 25,5    | 26,6      | 26,6      |

## Sołectwa
Chlebno, Dębno, Dziegciarnia, Dźwierszno Małe, Dźwierszno Wielkie, Fanianowo, Ferdynandowo, Izdebki, Kościerzyn Mały, Kruszki, Kunowo, Liszkowo, Luchowo, Piesno, Rataje, Szczerbin, Topola, Trzeboń, Walentynowo, Wiktorówko, Witrogoszcz, Witrogoszcz-Kolonia.

## Pozostałe miejscowości
Biegodzin, Dziunin, Józefinowo, Lipki, Łobżonka, Łobżonka (osada leśna), Młynowo (osada), Młynowo (osada leśna), Nowina, Piesno, Puszczka, Stebionek, Witrogoszcz-Osada, Zawada, Zdroje.

## Geografia
Na terenie gminy znajduje się 15 jezior
:
- Czarne Jezioro
- Czarne Jezioro
- Długie Jezioro
- Jezioro Liszkowskie
- Jezioro Luchowskie Wielkie
- Jezioro Luchowskie
- Małe Jezioro
- Młyński Staw
- Moczadła
- Moczydło
- Jezioro Sławianowskie Wielkie
- Słomionek
- Jezioro Topolskie
- Jezioro Trzebońskie Duże
- Jezioro Trzebońskie Małe

## Sąsiednie gminy
Mrocza, Sadki, Więcbork, Wyrzysk, Wysoka, Złotów